# Scelotrichia cavernosa
Scelotrichia cavernosa är en nattsländeart som beskrevs av Wolfram Mey 1996. Scelotrichia cavernosa ingår i släktet Scelotrichia och familjen smånattsländor. Inga underarter finns listade i Catalogue of Life.